# Дејвид Морс
Дејвид Боудич Морс (енгл. David Bowditch Morse; Беверли, Масачусетс, 11. октобар 1953) амерички је филмски, позоришни и телевизијски глумац.
Номинован за награде Еми и Тони.
Његово име је први пут било на гласу, по улози др Џека Морисона у медицинској драмској телевизијској серији Сент Елсвер, где је Морс глумио између 1982. и 1988. године. У то време важио је за једног од дванаест „најперспективнијих младих глумаца” осамдесетих. 
Његова филмска каријера укључивала је улоге у филмовима Преговарач, Контакт, Зелена миља, Плес у тами, Дистурбија, Дуг пољубац за лаку ноћ, Стена и 12 мајмуна, поред многих.